# Neon (empresa)
Neon (também estilizado em letras maiúsculas NEON) é uma empresa americana de produção e distribuição de filmes independentes fundada em 2017 pelo CEO Tom Quinn e Tim League, que também foi cofundador da cadeia Alamo Drafthouse Cinema.